# Tim Pfau
Tim Pfau (* 8. Juni 1951 in Mannheim) ist ein deutscher Jazz- und Fusionmusiker (Gitarre, auch E-Bass, Komposition).

## Leben und Wirken
Pfau begann nach zweijährigem erfolglosem Klavierunterricht mit vierzehn Jahren Gitarre zu spielen. Beeinflusst durch den britischen Bluesrock gründete er mit 16 Jahren seine erste Band – noch als Bassist. Mit 18 Jahren wechselte er zur Sologitarre.  Zwischen 1972 und 1976 gehörte er zu der Gruppe Zyma um den Keyboarder Günter Hornung, mit der er zahlreiche Auftritte in Clubs und bei Festivals hatte. 1974 kam es zu ersten Aufnahmen (Sampler Proton 1), 1975 zu Mitschnitten für den SDR und einem Fernsehauftritt in der SWF-Sendung Drum Special. Von 1977 bis 1982 studierte er an der Staatlichen Hochschule für Musik Heidelberg-Mannheim klassische Gitarre.
Pfau baute an der Musikschule Mannheim in den 1980er und 1990er Jahren den Rock-, Pop- und Jazzbereich auf und leitete diesen bis Ende 2015. Daneben trat er in den 1990er Jahren in verschiedenen regionalen Coverprojekten auf. Seit 2004 veröffentlichte er mehrere Alben mit eigenen Kompositionen, zuletzt 2022 gemeinsam mit Olaf Schönborn Diversity.

## Diskographische Hinweise
- This Is Blue (Rodenstein Records 2014)
- Sun Day Blues (Timezone 2015, mit Günter Hornung)